# Sommerhausen
Sommerhausen är en köping (Markt) i Landkreis Würzburg i Regierungsbezirk Unterfranken i förbundslandet Bayern i Tyskland.
Köpingen ingår i kommunalförbundet Eibelstadt tillsammans med staden Eibelstadt och köpingarna Frickenhausen am Main och Winterhausen.